# Guyanamuggenvanger
De Guyanamuggenvanger (Polioptila guianensis) is een zangvogel uit de familie Polioptilidae (muggenvangers).

## Verspreiding en leefgebied
Deze soort komt voor van Venezuela tot oostelijk Brazilië.